# Cerotainia lynchii
Cerotainia lynchii là một loài ruồi trong họ Asilidae. Cerotainia lynchii được Williston miêu tả năm 1889. Loài này phân bố ở vùng Tân nhiệt đới.